# Leandro Miguel Fernández
Leandro Miguel Fernández (Santa Fé, 12 de março de 1991) é um futebolista profissional argentino que atua como atacante. Atualmente defende o Universidad de Chile.

## Carreira
Leandro Miguel Fernández se profissionalizou no Defensa y Justicia, em 2009.

### Independiente
Leandro Miguel Fernández integrou o Independiente na campanha vitoriosa da Copa Sulamericana de 2017.

### Vélez Sarsfield
Em 3 de janeiro de 2019, Fernández foi emprestado ao Vélez Sarsfield.

### Internacional
Em 3 de setembro de 2020, Fernández assinou contrato com o Internacional até o final de 2021.

## Títulos
Independiente
- Copa Sul-americana: 2017

Nacional
- Supercopa Uruguaya: 2021